# 유모토 소야
유모토 소야(일본어: 湯本 創也, 2001년 9월 28일~)는 일본의 축구 선수이다.

## 구단 경력
그는 2018년부터 2019년까지 J3리그의 FC 도쿄 U-23에서 뛰었다. 2020년부터 2023년까지 오사카 산업대학에서 활동하였다. 2024년 J3리그의 반라우레 하치노헤에 입단했다.